# Beat Streuli
Pour les articles homonymes, voir Streuli.
Beat Streuli (né le 19 août 1957 à Altdorf (Uri)) est un artiste suisse visuel dont la pratique se situe entre photographie, vidéo et installations multimédia. Ses photographies, vidéos ainsi que ses installations monumentales dans des fenêtres ont été montrées dans les musées et galeries du monde entier. Des installations permanentes de ses travaux sont visibles notamment au centre de l'aviation Lufthansa, aéroport de Francfort, Allemagne, à l'Université ETH de Zurich, Suisse, au Palais de Tokyo, Paris, France, et dans le hall d'immigration de l'aéroport international de Dallas Fort Worth, Texas, États-Unis.

## Biographie
Depuis plus de quinze ans, le regard de Beat Streuli se pose sur le flux des passants, la dynamique et les éléments urbains des grandes métropoles. Il a vécu et travaillé dans de nombreuses villes telles que New York, Sydney, Zurich, Bruxelles et Düsseldorf.  

## Œuvres

### Tokyo Shibuya
Beat Streuli réalise à Tokyo en 1997, au Shibuya Crossing, une série de photographies d'adolescents japonais coupés à mi-corps et en expose neuf dans les abribus,. Ces portraits ne portent aucune indication, ni son nom, ni slogan, ni le contexte ou le lieu de réalisation. Il évince volontairement le contexte pour éviter de distraire le regard du passant. Neuf portraits sont exposés dans des Abribus en 1998 au cours de la biennale d'Enghien-les-Bains.

## Expositions (sélection)

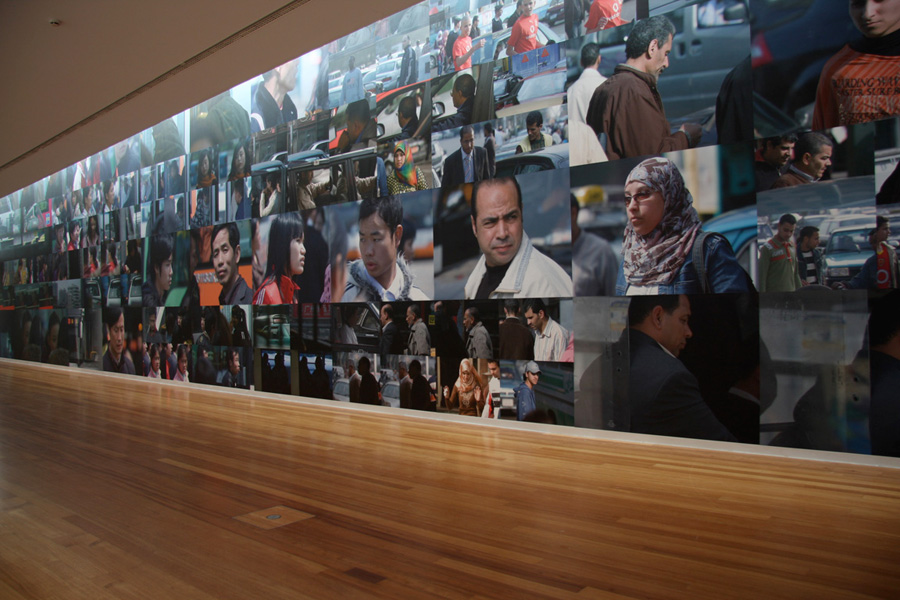
'Guangzhou, Cairo, Sao Paulo 08', 2008 wallpaper installation au Mac's (Musée des Arts Contemporains), Grand-Hornu, Belgique 2008

- 1997 : Tate Gallery, Londres (solo)
- 1998 : MACBA, Barcelone (solo), Biennale de Sydney
- 1998 : Beat Streuli - Marseille 98, Rencontres d'Arles.
- 1999 : Musée d'art contemporain de Chicago, Museum für Moderne Kunst, Francfort
- 2000 : Stedelijk Museum, Amsterdam (solo)
- 2002 : Palais de Tokyo, Paris (solo)
- 2004 : CGAC, Saint-Jacques-de-Compostelle
- 2005 : Triennale de Yokohama, Yokohama, Biennale de Sharjah
- 2006 : Bunkier Sztuki, Cracovie (solo), University of Massachusetts, University Gallery, Amherst (solo), Dogenhaus Galerie, Leipzig (solo), Galerie Wilma Tolksdorf, Berlin (solo)
- 2007 : 
  - National Gallery of Victoria, 'Guggenheim Collection: 1940s to Now – New York-Venice-Bilbao-Berlin', Melbourne,
  - Galerie Eva Presenhuber, Zurich (solo),
  - Galerie Conrads, Dusseldorf (solo),
  - Museum der bildenden Künste, Leipzig (solo)
- 2008 : 
  - Mac's (Musée des Arts contemporains de la Fédération Wallonie-Bruxelles), Grand-Hornu, Belgique (solo),
  - 'Fluid Street', Kiasma, Helsinki,
  - 'An Urban History of Photography', Tate Modern, Londres,
  - 'Objectivités', Musée d'Art moderne de la ville de Paris.
- 2010 : 
  - Galerie Erna Hécey (solo), Bruxelles,
  - Murray Guy, New York (solo)

## Liens externes

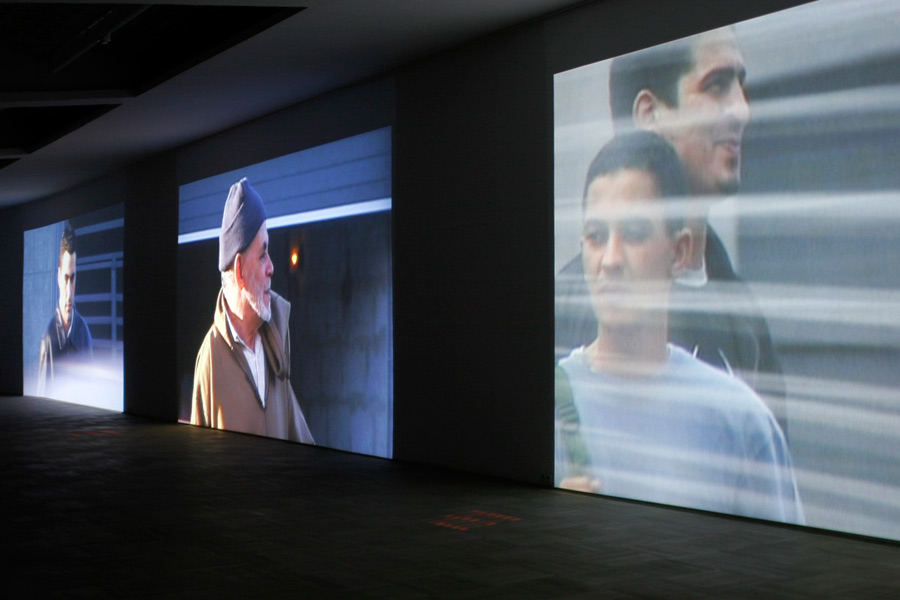
'Porte de Flandre / Bruxelles 05', 2006 video screens installations at 'Bunkier Sztuki, Krakow, 2006